# Too Lost in You
Too Lost in You (englisch für „Zu verloren in dir“) ist ein Lied der britischen Pop-Girlgroup Sugababes aus dem Jahr 2003. Bei dem Stück handelt es sich um eine Coverversion zu Quand j’ai peur de tout (Patricia Kaas).

## Entstehung und Veröffentlichung
Das Lied Too Lost in You ist eine englischsprachige Coverversion des französischen Liedes Quand j’ai peur de tout, dass 1997 im Original von der französischen Sängerin Patricia Kaas, für ihr Album Dans ma chair, aufgenommen wurde. Die Komposition und der neue englischsprachige Text stammen von der Originalautorin Diane Warren. Die Produktion erfolgte durch Andy Bradfield und Rob Dougan.
Die Erstveröffentlichung von Too Lost in You erfolgte als Teil von Three am 27. Oktober 2003 bei Island Records (Katalognummer: 986 585-7), dem dritten Studioalbum der Sugababes. Im November 2003 war es Teil des Soundtracks des Weihnachtsfilmes Tatsächlich… Liebe. Am 15. Dezember 2003 erschien das Lied als Singleauskopplung aus dem Album. Diese erschien als CD-Maxi-Single in verschiedenen Ausführungen.

## Inhalt
Im Lied geht es um das lyrische Ich, das von einer intensiven und überwältigenden Liebe handelt. Das Ich ist so verliebt, dass es den Verstand verliere und sich in ihrem Partner verliere. Der Songtext beschreibt, wie die Sängerin von der Liebe geblendet ist und keine Kontrolle mehr über ihre Gefühle hat. („Baby, I'm too lost in you. Caught in you. Lost in everything about you. So deep, I can't sleep. I can't think. I just think about the things that you do. I'm too lost in you.“).

## Musikvideo
Das dazugehörige Musikvideo wurde von dem Regisseur Andy Morahan gedreht. Es zeigt die Sängerinnen der Band Mutya Buena, Keisha Buchanan, Siobhán Donaghy und Heidi Range den Gang an einem Flughafengelände laufend. Parallel werden Szenen aus einem Nachtclub gezeigt. Das Video verzeichnete bis Juli 2024 über 24 Millionen Aufrufe auf der Videoplattform YouTube.

## Rezeption

### Chartplatzierungen
| ChartsChartplatzierungen     | Höchstplatzierung | Wochen |
| ---------------------------- | ----------------- | ------ |
| Deutschland (GfK)            | 14 (13 Wo.)       | 13     |
| Österreich (Ö3)              | 26 (16 Wo.)       | 16     |
| Schweiz (IFPI)               | 8 (18 Wo.)        | 18     |
| Vereinigtes Königreich (OCC) | 10 (14 Wo.)       | 14     |

| ChartsJahrescharts (2004) | Platzierung |
| ------------------------- | ----------- |
| Deutschland (GfK)         | 88          |
| Schweiz (IFPI)            | 53          |

### Auszeichnungen für Musikverkäufe
| Land/Region                  | Auszeichnungen für Musikverkäufe (Land/Region, Auszeichnung, Verkäufe) | Verkäufe |
| ---------------------------- | ---------------------------------------------------------------------- | -------- |
| Vereinigtes Königreich (BPI) | Gold                                                                   | 400.000  |
| Insgesamt                    | 1× Gold ·                                                              | 400.000  |